# Government Center (MBTA-Station)
Government Center ist eine U-Bahn-Station der Massachusetts Bay Transportation Authority (MBTA) in Boston im Bundesstaat Massachusetts der Vereinigten Staaten. Sie bietet Zugang zu den Linien Blue Line und Green Line und bildet für diese einen zentralen Umsteigepunkt im MBTA-Netz. Die Anbindung an die Green Line erfolgte bereits im Jahr 1898, was die Station zum zweitältesten noch in Betrieb befindlichen U-Bahnhof in Boston macht.

## Geschichte
Am 18. März 1916 wurde die Station an die Blue Line angebunden. Bis zum Abriss des Scollay Square im Jahr 1969, der durch den Platz City Hall Plaza ersetzt wurde, trug die Station den Namen Scollay.
Am 22. März 2014 wurde der U-Bahnhof geschlossen und anschließend umfassend renoviert. Ein Teil der Züge der Green Line verkehrte weiter, passierte deren Station aber ohne Halt. Nach genau zwei Jahren Bauzeit wurde der U-Bahnhof im März 2016 wiedereröffnet.

## Besonderheiten
Da es zwischen der Blue Line und der Red Line im MBTA-Netz keine direkte Umsteigemöglichkeit gibt, wird die Station Government Center von den Passagieren dafür zweckentfremdet, da von hier aus eine gute Anbindung an die benachbarte Station Park Street besteht, wo sowohl die Green Line als auch die Red Line halten. Der U-Bahnhof ist daher regelmäßig überfüllt, da insbesondere zur Hauptverkehrszeit die Fahrgäste der Blue Line, die in die Red Line umsteigen wollen, die Züge der Green Line zwischen den beiden Stationen zusätzlich belasten.

## Bahnanlagen

### Gleis-, Signal- und Sicherungsanlagen
Der U-Bahnhof verfügt über insgesamt zwei Mittelbahnsteige und vier Gleise.

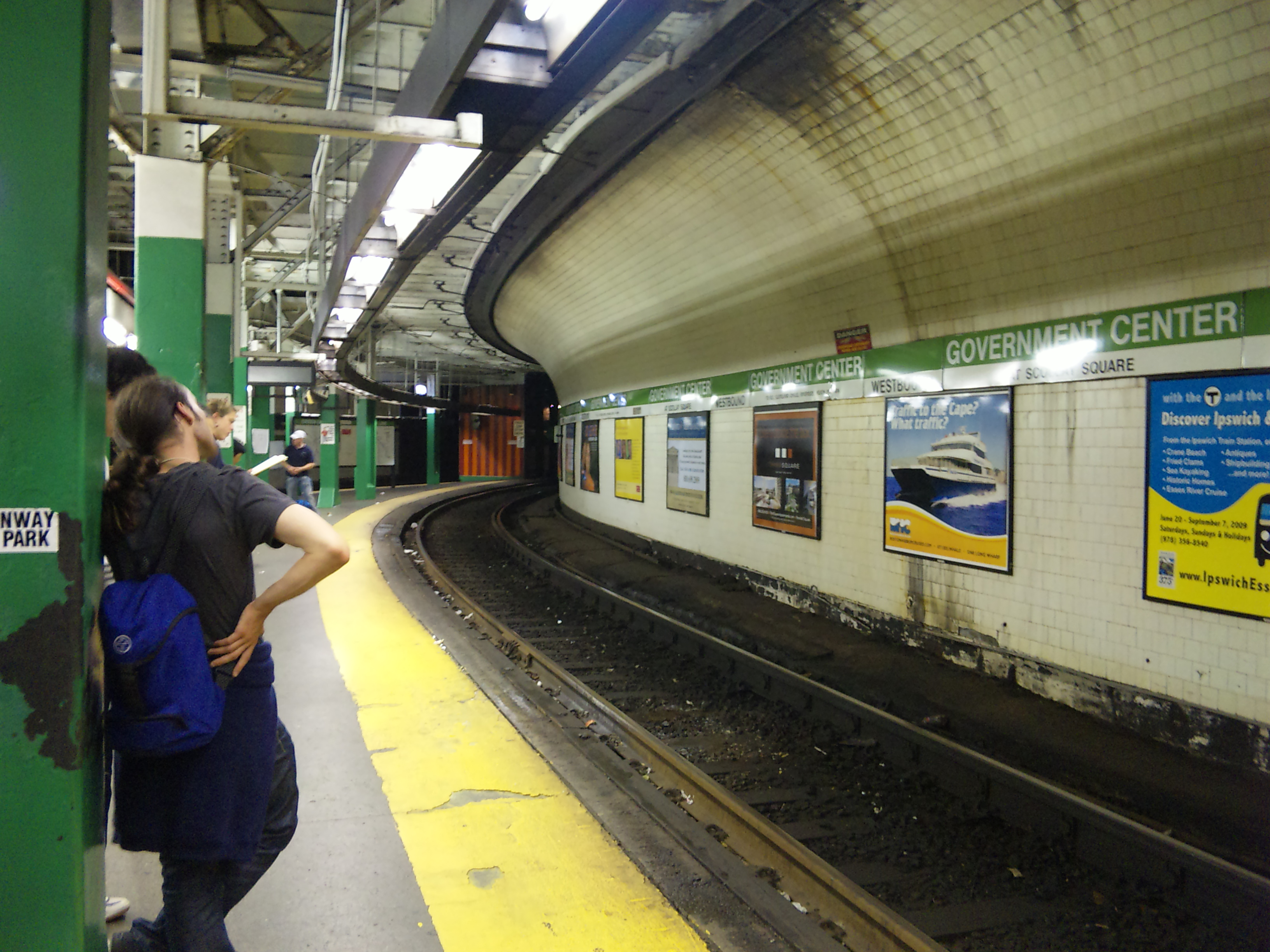
Bahnsteig der Green Line mit Gleis Richtung Westen, 2009
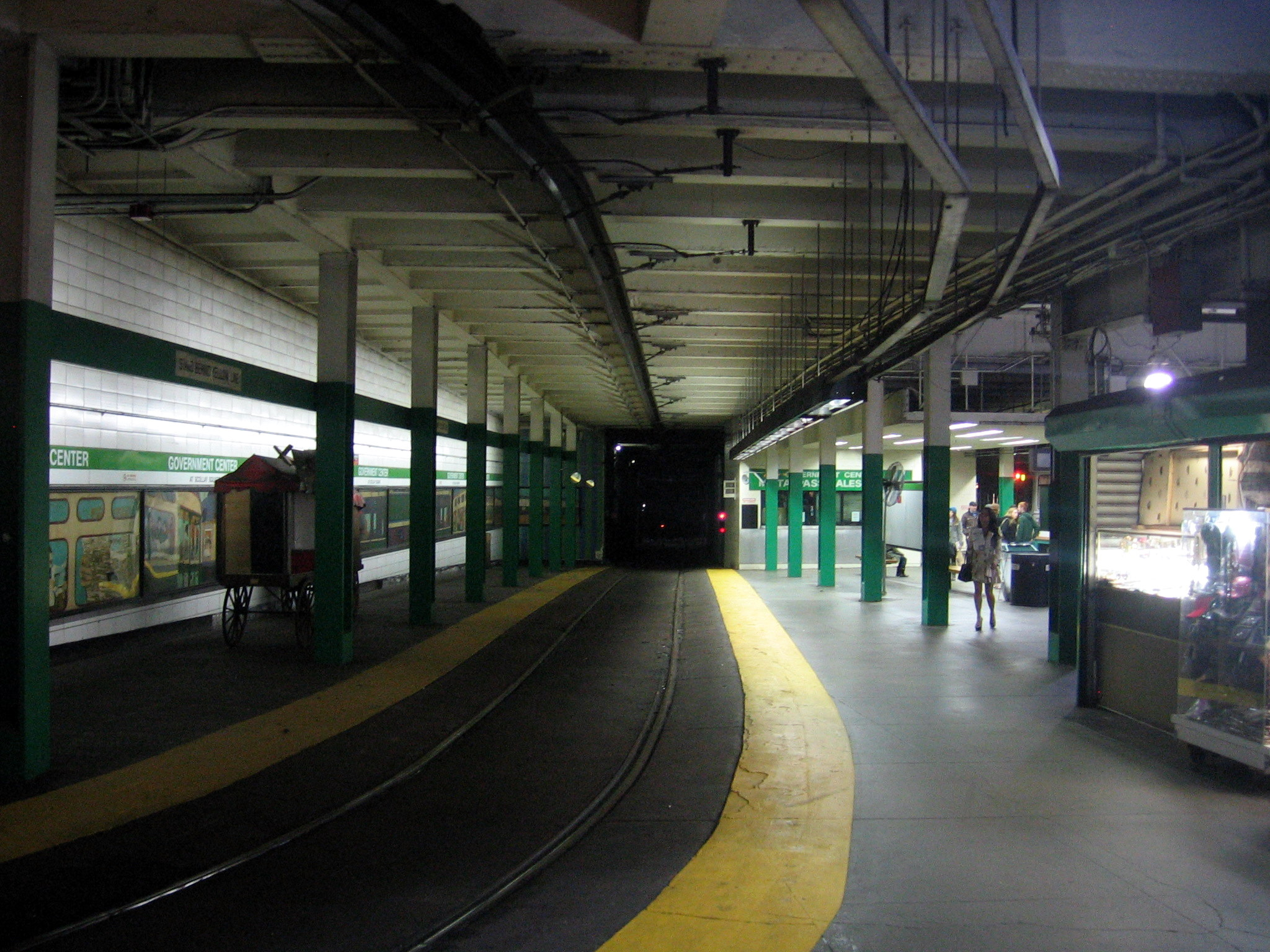
Gleis zur unterirdischen Wendeschleife „Brattle Loop“, 2011
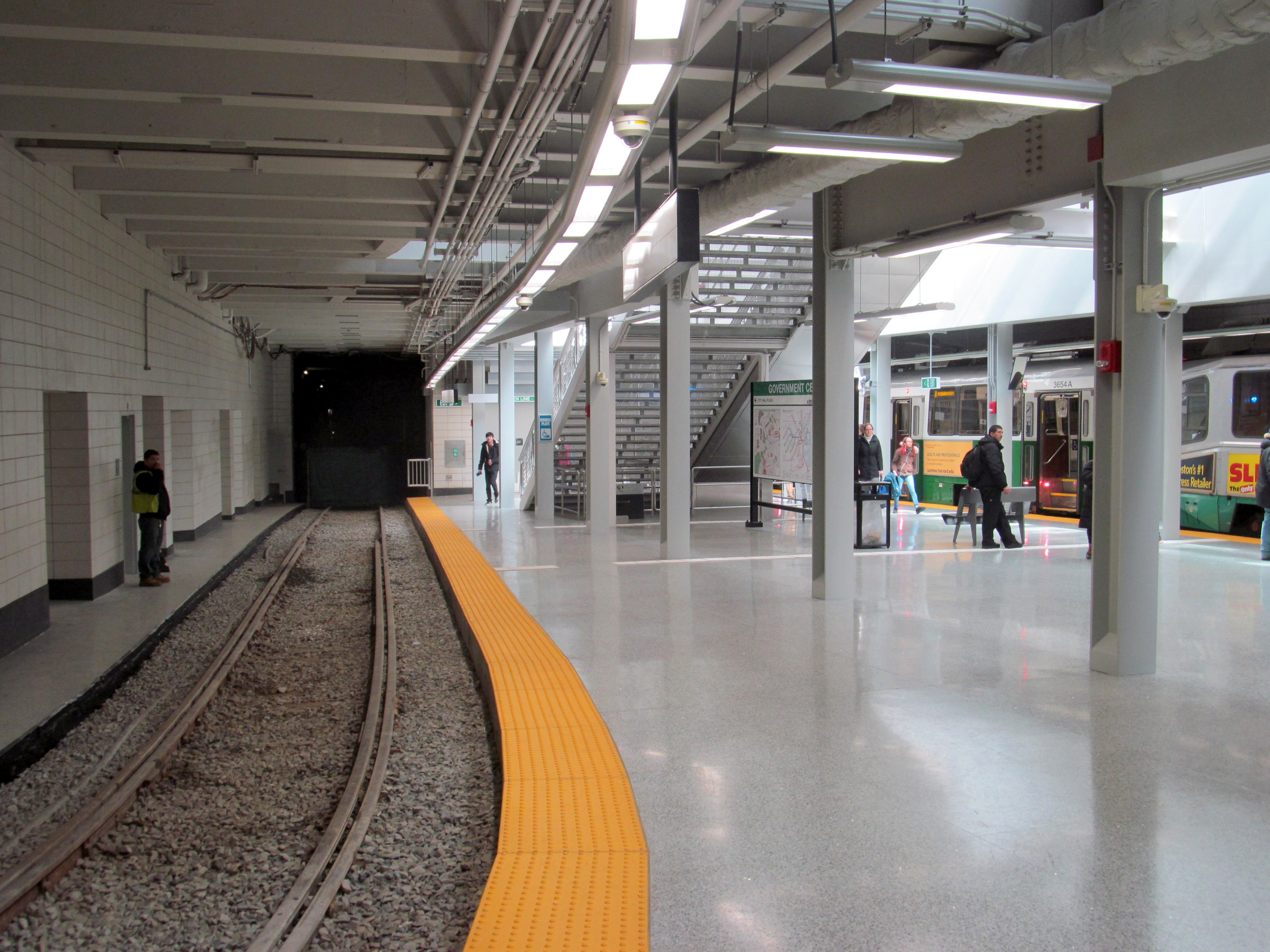
„Brattle-Loop“-Gleis und nach Norden fahrender Zug der Green Line nach der Renovierung des U-Bahnhofs
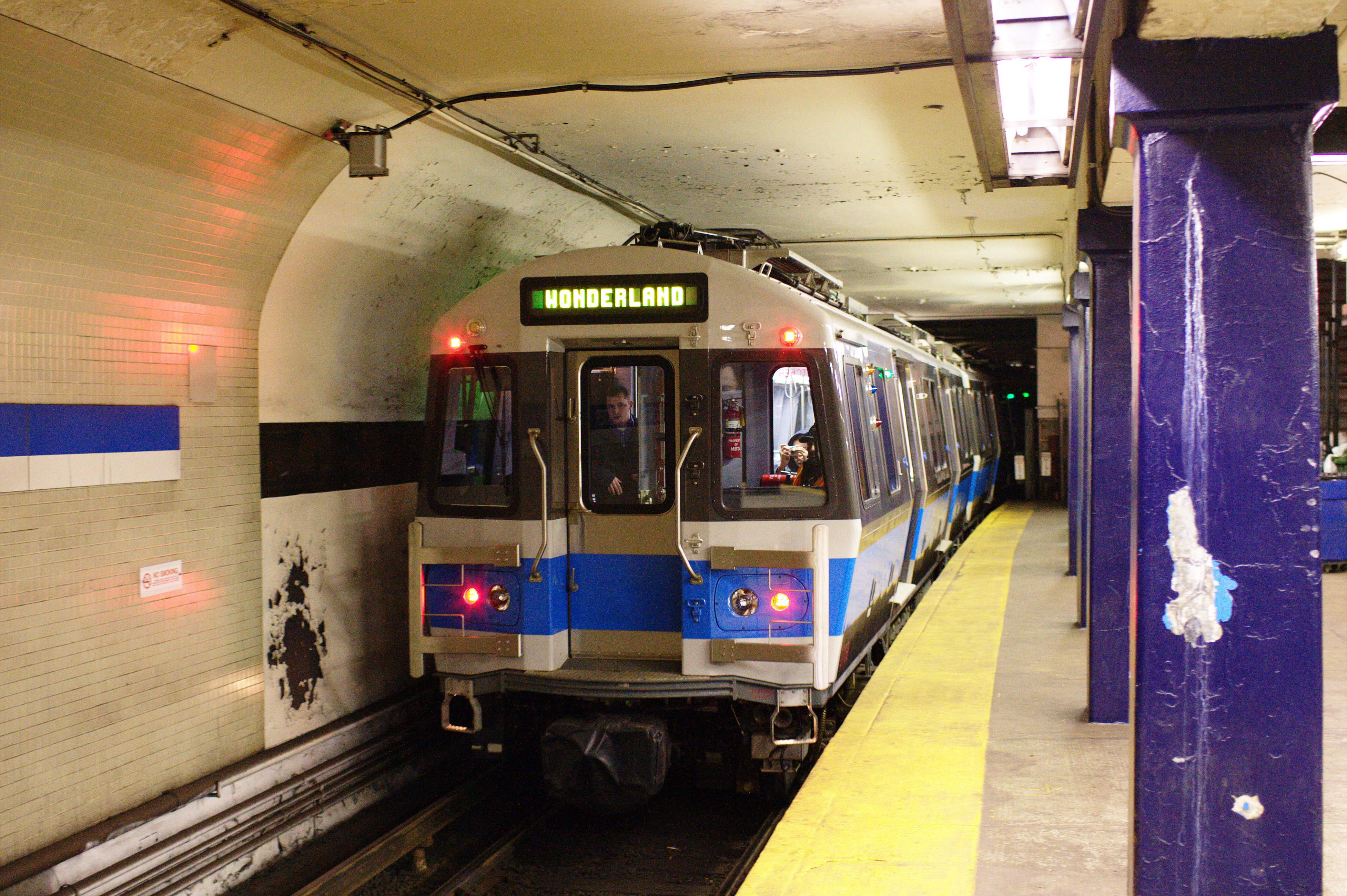
Zug der Blue Line im U-Bahnhof Government Center, 2008
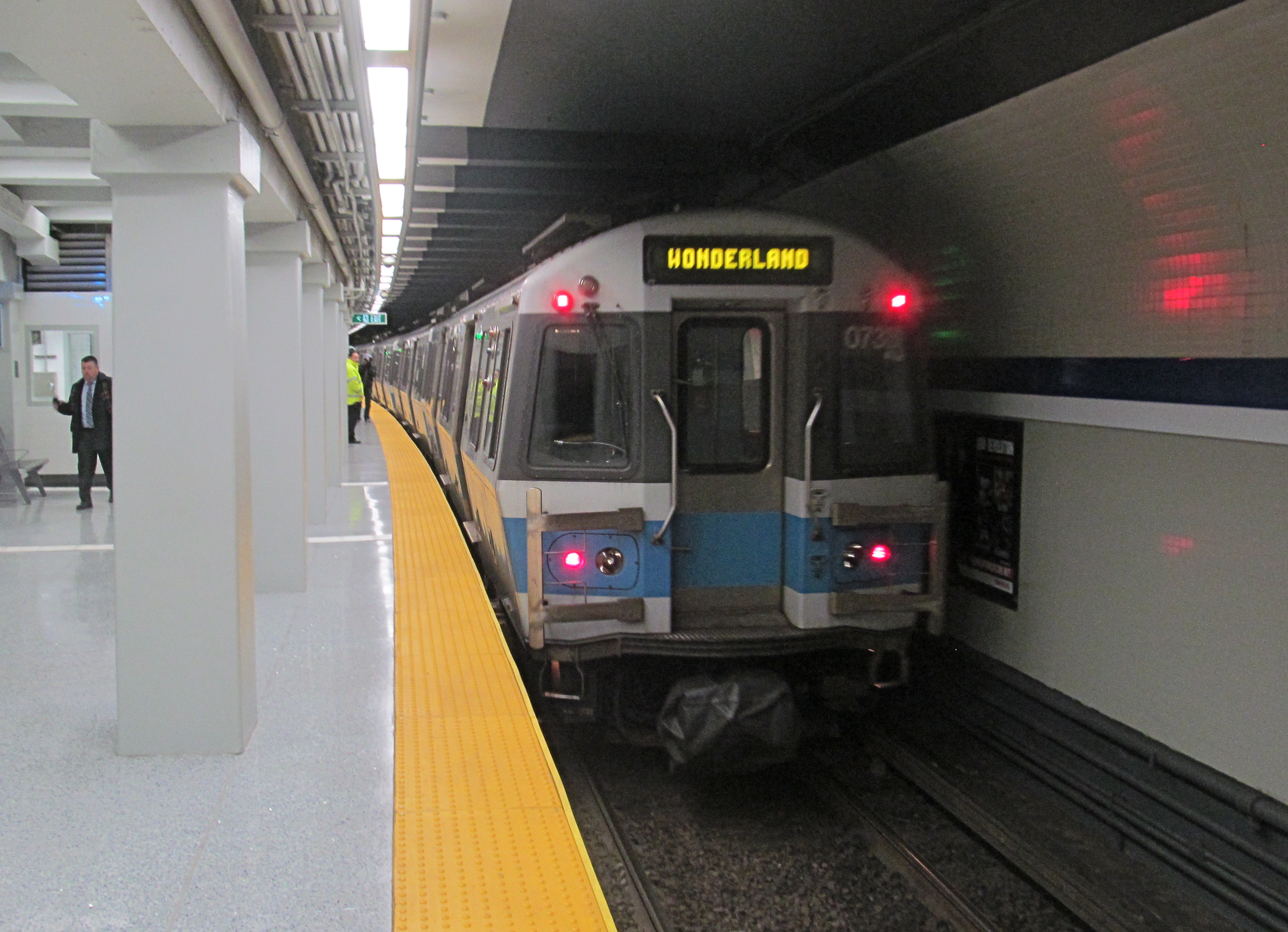
Bahnsteig der Blue Line nach der Renovierung

### Gebäude

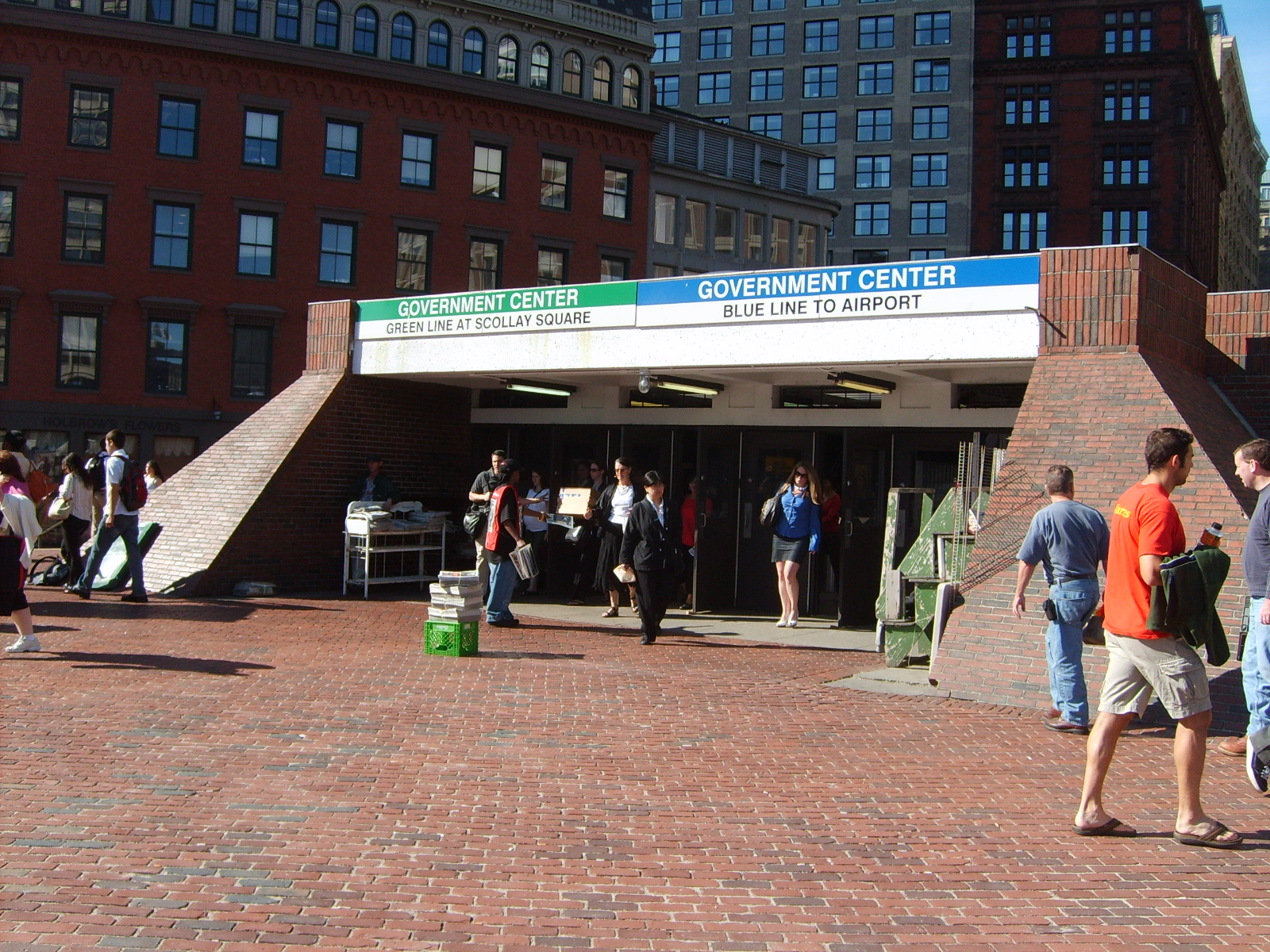
Altes Zugangsbauwerk, 2007

Der U-Bahnhof befindet sich an der Kreuzung der Straßen Tremont, Dourt und Cambridge und ist nur teilweise barrierefrei zugänglich.

## Umfeld
In unmittelbarer Nähe befinden sich die Boston City Hall und die Faneuil Hall mit dem Quincy Market.

## Sonstiges
Im Computerspiel Tony Hawk’s Underground 2 ist die Station im Level Boston Gegenstand der Handlung.